# The 4-Skins

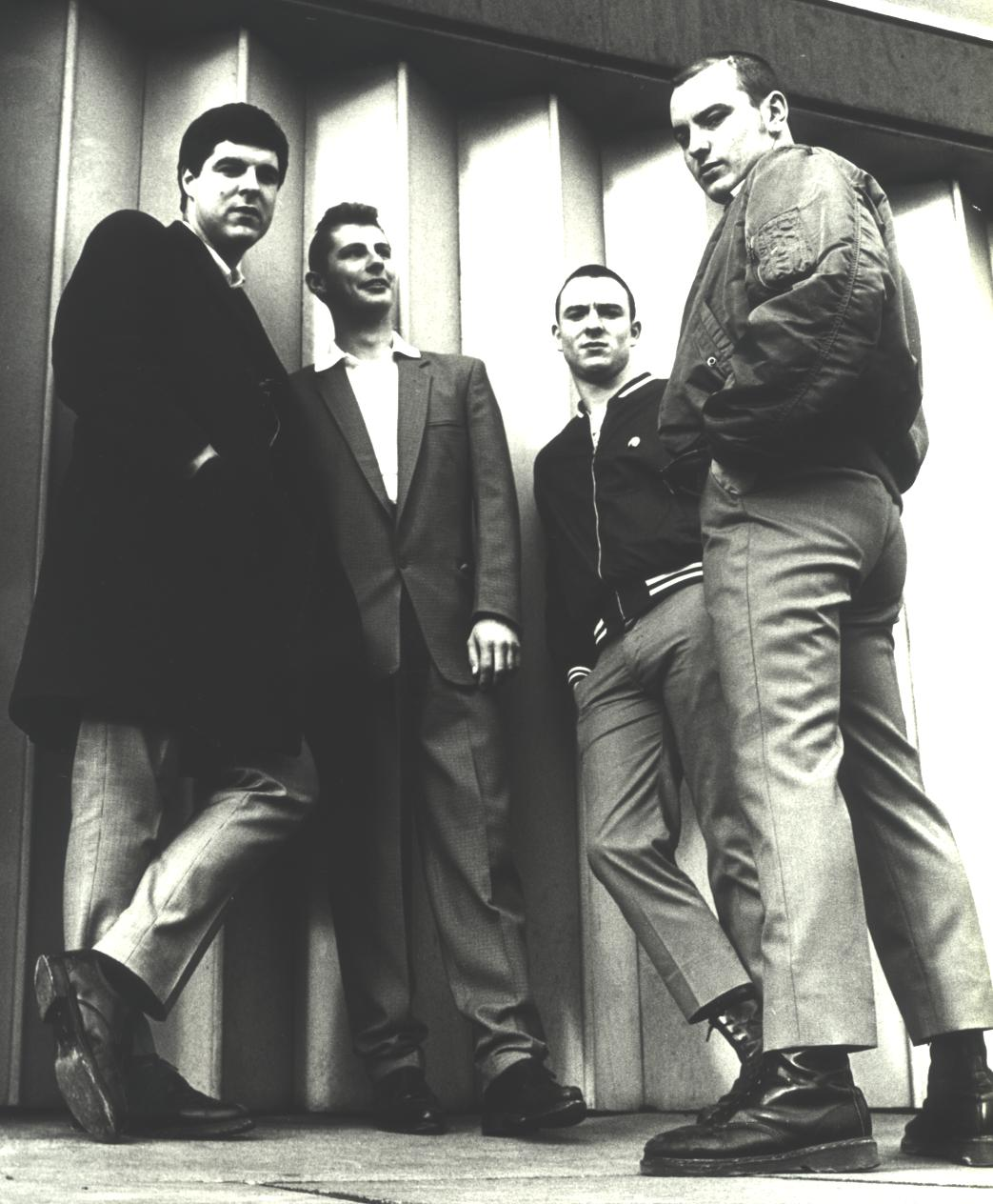
The 4-Skins, 1980: Hoxton Tom McCourt, Steve Pear, John Jacobs och Gary Hodges

The 4-Skins är ett brittiskt skinhead/Oi!-band som bildades 1979 i East End i London. Gruppen splittrades 1984 men återuppstod 2007 med två av originalmedlemmarna, Gary Hodges och Steve "H" Hammer.
"A.C.A.B." är en av gruppens mest kända låtar och populariserade uttrycket A.C.A.B. (All cops are bastards). Många av gruppens låtar handlade om våld, arbetslöshet och trakasserier från polisen. Bandet hävdar dock att de bara skildrade livet i storstads-London, och att de inte uppmuntrade till våld.
Andra kända låtar är "One Law for Them", "Evil", "Chaos" och "Plastic Gangster".

## Diskografi (ej komplett)

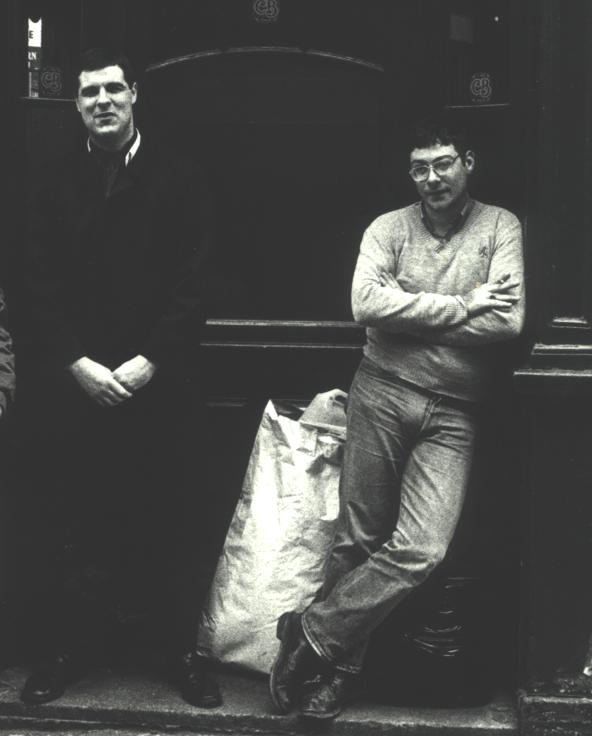
Hoxton Tom McCourt och Roi Pearce från the 4-Skins utanför the Bricklayers Arms, Shoreditch 1983.

### Medverkan på Oi!-samlingsskivor
- "Wonderful World", "Chaos" – Oi! The Album (EMI, 1980)
- "1984", "Sorry" – Strength Thru Oi! (Decca Records, 1981)
- "Evil" – Carry On Oi! (Secret Records, 1981)
- "On The Streets" – Son Of Oi! (Syndicate Records, 1983)

### Singlar/EP
- One Law For Them / Brave New World (Clockwork Fun (CF 101), 1981)
- Yesterdays Heroes / Justice, Get Out Of My Life (Secret Records (SHH 125), 1981)
- Low Life / Bread Or Blood (Secret Records (SHH 141), 1982)

### Album
- The Good, The Bad & The 4-Skins (Secret Records (SEC 4), 1982)
- A Fistful Of...4-Skins (Syndicate Records (SYN 1), 1983)
- From Chaos To 1984 (Live) (Syndicate Records (SYN LP 5), 1984)
- The Return (Randale Records (RAN 050), 2010)

### Samlingsskivor
- A Few 4-Skins More, Vol.1 (Link Records, 1987)
- A Few 4-Skins More, Vol.2 (Link Records, 1987)
- The Wonderful World Of The 4-Skins (1987)
- The Best Of 4-Skins (1999)
- Clockwork Skinhead (2000)
- Singles & Rarities (Captain Oi! Records, 2000)
- The Secret Life of the 4-Skins (Captain Oi! Records, 2001)

## Fotnoter
1. ↑  http://the4skins.tripod.com/id4.html